# Rio Mapuera
Rio Mapuera är ett vattendrag i Brasilien.   Det ligger i delstaten Pará, i den norra delen av landet, 1 900 km nordväst om huvudstaden Brasília. Rio Mapuera ligger vid sjön Lago Arrozal.
I omgivningarna runt Rio Mapuera växer i huvudsak städsegrön lövskog. Trakten runt Rio Mapuera är nära nog obefolkad, med mindre än två invånare per kvadratkilometer.